# Francesco Sozzi
Francesco Sozzi (Palermo, 26 maggio 1732 – Palermo, 1795) è stato un pittore italiano, attivo nella seconda metà del XVIII secolo in Sicilia. Fu il primo direttore dell'Accademia di belle arti di Palermo.

## Biografia
Figlio di Olivio Sozzi e Caterina Cappello, fu allievo del padre che lo introdusse negli ambienti palermitani.
Seguì però lo stile del cognato Vito D'Anna che, intorno al 1751, tornando dal suo viaggio a Roma, aveva importato in Sicilia i modi cromatici e compositivi rococò di Corrado Giaquinto.
Ebbe ruoli di compartecipe alle commissioni sia del padre che del cognato, le cui botteghe operavano in Sicilia.
Nel 1765 nacque il figlio Agatino.
Morì a circa 63 anni, e fu sepolto nella chiesa dell'Altarello alla Baida a Palermo.

## Opere

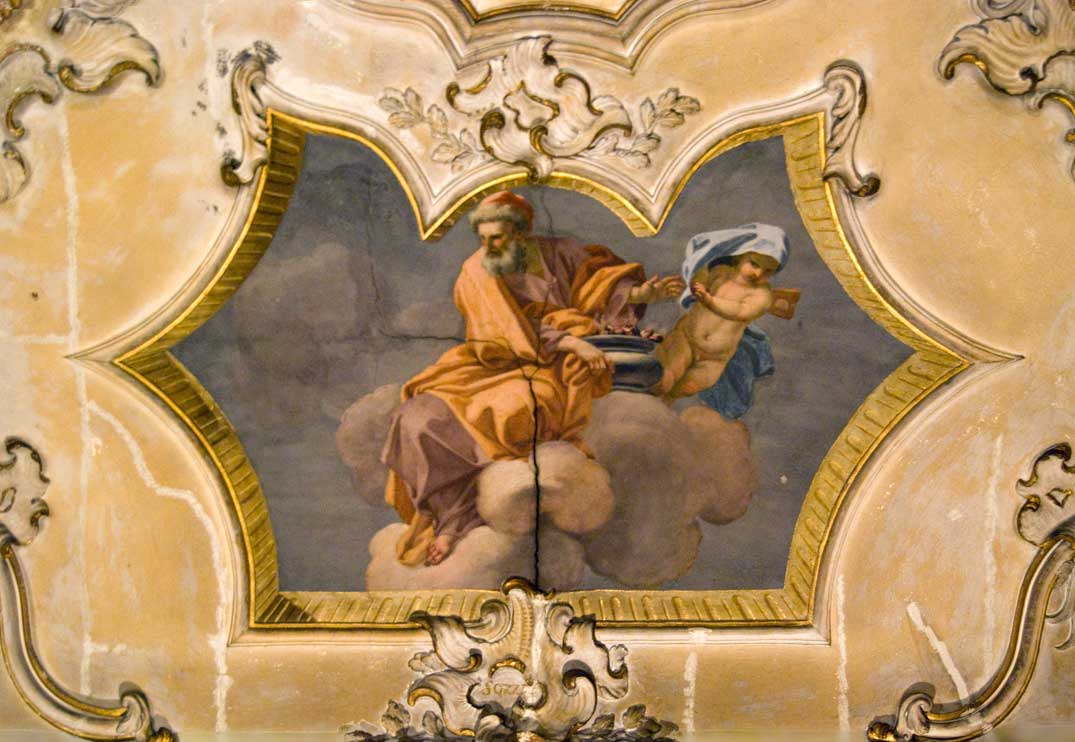
LInverno. Affresco, 1760. Palermo, Palazzo Isnello.

Francesco Sozzi si distingue per la sua maniera delicata, sofisticata ed elegante.
Le sue opere principali sono Le Quattro Stagioni, ciclo di affreschi a Palazzo Isnello, e l'Allegoria della Saggezza, nella Biblioteca di Palazzo Alliata di Pietratagliata.

### Affreschi e pale d'altare

#### Agrigento e provincia
- XVIII secolo, Affreschi di Palazzo Tulumello, Racalmuto
- 1777, Santi Vescovi agrigentini, Palazzo Arcivescovile di Agrigento.
- 1783, Vergine Addolorata, olio su tela, opera custodita nel duomo di San Pancrazio di Canicattì.

#### Catania e provincia
- Trionfo della Virtù, 1766, affresco, chiesa di Santa Chiara di Catania.
- Virtù, affreschi nei peducci della cupola della chiesa di San Francesco d'Assisi all'Immacolata di Catania.[4][5]
- San Francesco d'Assisi, olio su tela, chiesa di San Francesco di Paola di Militello in Val di Catania.
- Santa Chiara e l'Eterno, olio su tela, chiesa di San Francesco di Paola di Militello in Val di Catania.
- Gesù appare a Santa Chiara e alla regina Elena d'Ungheria monaca, olio su tela, chiesa di San Francesco di Paola di Militello in Val di Catania.

#### Enna e provincia
- 1783, Incredulità di San Tommaso, Regia Cappella Palatina - duomo di Santa Maria Maggiore di Calascibetta.
- 1783, Madonna, Regia Cappella Palatina - duomo di Santa Maria Maggiore di Calascibetta.
- 1783, Sacra Conversazione, Regia Cappella Palatina - duomo di Santa Maria Maggiore di Calascibetta.
- 1783, Santo Angelo Custode, Regia Cappella Palatina - duomo di Santa Maria Maggiore di Calascibetta.
- 1783, Il Gran Conte Ruggero e la città di Calascibetta, opera custodita nella sacrestia della Regia Cappella Palatina - duomo di Santa Maria Maggiore di Calascibetta.
- 1783, Ritratto di monsignor Alfonso Airoldi, arcivescovo di Eraclea e Gran Priore di Sant'Andrea di Piazza Armerina, Giudice del Tribunale dell'Apostolica Legazia, marchese di Santa Colomba, Ordinario della Fedelissima e Vittoriosa Città di Calascibetta, olio su tela, attribuzione, opera custodita nella Regia Cappella Palatina di Calascibetta.

#### Palermo e provincia
- Le Quattro Stagioni, 1760, affreschi dell'omonimo salone a Palazzo Isnello di Palermo.
- Allegoria della Saggezza, 1762, affresco della Biblioteca di Palazzo Alliata di Pietratagliata di Palermo.

#### In collaborazione
- Figure femminili allegoriche, 1754, decorazioni a fresco, chiesa di San Matteo al Cassaro, Palermo. In collaborazione con Vito D'Anna.
- Scene di vita di Santa Caterina d'Alessandria e Figure allegoriche, 1769, affreschi del sottocoro, chiesa di Santa Caterina d'Alessandria, Palermo. In collaborazione con Alessandro D'Anna.
- Le Virtù teologiche del Principe, 1762, affresco del Salone Rosso a Palazzo Alliata di Pietratagliata. Palermo. In collaborazione con Vito D'Anna.[6]

### Bozzetti e disegni
- Allegoria della Primavera, inchiostro su carta, Palazzo Abatellis, Palermo. Utilizzato con qualche variante nel 1760 per la realizzazione dell'affresco dell'Estate, nel Salone delle Quattro Stagioni di Palazzo Isnello a Palermo.
- Gloria di Santa Caterina, inchiostro su carta, Palazzo Abatellis, Palermo. Bozzetto per l'affresco realizzato nel 1769 nella chiesa di Santa Caterina d'Alessandria a Palermo.
- La Temperanza, inchiostro e biacca, Palazzo Abatellis, Palermo. Disegno preparatorio per l'affresco della cupola della chiesa di San Francesco d'Assisi all'Immacolata dell'Ordine dei frati minori conventuali di Catania.

### Attribuzioni incerte
- Allegoria della Casata Isnello, 1760, affresco della volta di un salottino di Palazzo Isnello, Palermo.
- Sant'Agata, inchiostro e biacca. Disegno preparatorio per una tela di Olivio Sozzi destinata alla chiesa di Santa Maria Latina ad Agira. Attribuzione incerta: Olivio o Francesco Sozzi. Palermo, Palazzo Abatellis.[2]